# Лісове (Звенигородський район)
Лі́сове — село в Україні, у Тальнівській міській громаді Звенигородського району Черкаської області. У селі мешкає 1140 людей.

## Історія
Засноване 1959 із сучасною назвою унаслідок об'єднання сіл Беринка та Янківка, які вперше згадуються в писемних джерелах в 1659 році. За народними переказами, назви цих сіл походять від прізвищ землевласників. Їхні жителі брали участь у гайдамацькому русі та Коліївщині.
Після 2-го поділу Польщі 1793 Беринка та Янківка відійшли до Російської імперії.
У 19 — на поч. 20 ст. — села Уманського повіту Київської губернії. У 1-й пол. 1860-х рр. у Беринці мешкало 703, у Янківцях — 632 особи.
Під час воєн. дій 1918–20 влада неодноразово змінювалася. Мешканці потерпали від голодомору 1932–33 (кількість встановлених жертв — 639 осіб: у Беринці — 424, у Янківці — 215), зазнали сталінських репресій.
05.02.1965 Указом Президії Верховної Ради Української РСР передано сільраду з Маньківського району — до складу Тальнівського району.

## Постаті
- Кіфу Віра Олексіївна — директорка товариства «Надія», кавалерка ордена «За заслуги»[2].
- Ярошенко Сергій Григорович (1978—2014) — сержант Збройних сил України, учасник російсько-української війни.